# 上杉昇
上杉 昇（うえすぎ しょう、英語: Show Wesugi、1972年5月24日 - ）は、日本のミュージシャン、ボーカリスト、シンガーソングライター、作詞家。ロックバンド・猫騙のボーカルを務め、並行してソロ活動を行う。WANDSの初代ボーカルとして知られる。
神奈川県横須賀市出身。血液型はA型。身長172センチメートル。

## 略歴
埼玉県川越市生まれ。1983年（11歳）、神奈川県横須賀市に移住。
中学生の頃、ガンズ・アンド・ローゼズのビデオを観て音楽の道に進むことを決意。高校生の時にバンドを結成し、ボーカルとして町田市や横浜市などでライヴ活動をする。このバンドを続けていきたかったが、メンバーが就職や家庭の問題で活動を続けることができなくなり一人取り残されることとなる。その後はレッスンに行ったり雑誌のメンバー募集に応募したりしていた。日本のバンドではLOUDNESSに憧れていたため、当時LOUDNESSが所属し後に自らも所属することとなるビーイングの音楽スクールに通い始める。
BEING音楽振興会でのオーディションでも上位となり、主催者の音楽プロデューサー長戸大幸の目に止まり、アレンジャー・作曲家の大島康祐と同振興会主催のオーディション出身の柴崎浩と出会い、WANDSを結成する。
1991年〜1996年、WANDSのボーカルとしてビーイングに所属し、シングル11枚、オリジナルアルバム4枚をリリース。
1995年、ロック・グランジ・オルタナティブという自身の音楽性を、ダイレクトに表現するようになっていく。それにより、WANDSのデジタルポップ路線を望む会社側との間に食い違いが生じ始め、1996年にグループ活動停止し、1996年6月30日、柴崎浩と共にWANDSを脱退。
1997年11月、柴崎浩とのユニットal.ni.coを結成。
1998年3月、シングル「TOY＄!」でデビューし、以降シングル計3枚・アルバム1枚をリリースした。
2001年、ツアー終了とともにal.ni.co解散。自身のレーベルpojjo récord（ポジョ・レコル）を設立し、ソロ活動を開始。al.ni.co以降、それまで行っていた作詞と共に、ほぼ全曲の作曲を手がけるようになる。内省的な歌詞・ザラついたギターサウンドを追求し、ライブ重視のサウンドへと移行。
2005年、PATA（X JAPAN）とのコラボシングルをリリース。
2006年、「寂しさは秋の色」（WANDS）や「TOY＄!」（al.ni.co）などの楽曲をセルフカバーし収録したデビュー15周年記念アルバム『SPOILS』をリリース。
2007年、バンド猫騙を結成し、ライブ活動をスタートする。
2009年、自身のレーベルアーティスト、JAZZNEKOのアルバムをプロデュース。
12月4日、自身主催のライブイベント『Ja-palooza09』よりソロ活動を再開。
2012年8月26日に行われたアニメソングのライブイベント『Animelo Summer Live 2012』では、シークレットゲストとして参加した上杉と織田哲郎が2人でWANDS時代の楽曲「世界が終るまでは…」を歌唱した。この際の名義は、"織田哲郎＆上杉昇"であった。
2017年、地元の横須賀市を舞台とした映画「スカブロ」で進藤組組長の役として映画初出演。
2022年、デビュー30周年を記念して、ソロ活動としては初のベスト盤アルバム『永劫回帰Ⅰ』『永劫回帰Ⅱ』を2枚発売した。WANDS時代、al.ni.co時代のカバー曲、猫騙とソロの楽曲で構成されている。
2023年、12月20日に『上杉 昇 全歌詞集 1991-2023』を発売。今までWANDS、al.ni.co、猫騙、ソロ作品で書いた歌詞を一冊に纏めている。
2025年、7月5日に日本テレビ系列『THE MUSIC DAY 2025』にて1992年に中山美穂&WANDSとしてリリースした『世界中の誰よりきっと』を歌唱した。1985年にデビューしたアイドルメドレー企画内で2024年12月に急逝した中山美穂さんを追悼する形で歌唱する。上杉がこの曲を民放キー局の地上波で歌唱するのは32年ぶりである。
現在は年に数回定期的に都内を中心に自身のソロライブの活動を中心にしている。ソロライブでは、自身のソロ曲や猫騙の曲、邦楽と洋楽のカバー曲、al.ni.co時代の曲、WANDS時代の曲を歌唱している。

## 人物・エピソード
- デビュー当時歌詞については重要視しておらず、「ヴィンス・ニールみたいに、他の人が書いた歌詞を歌うっていうのでも、全然OKだった。」と述べている。長戸大幸に機会をもらい書くようになり、歌詞を書くノウハウも全部ゼロの段階から教わり、評価を経て徐々に追求していくようになった。音数の制限に合わせ表現も変わる歌詞だけを読まれると若干の抵抗もある中活字での表現にもこだわりを持ち、CDの歌詞カードで改行する場所や、人から聞いた言葉には鍵括弧をつける点などを心掛けている[5]。
- テレビゲームが得意で、テレビゲームはバイオハザードシリーズ、鉄拳シリーズを好む。バイオハザード リベレーションズ2の公式イベント内のワールドランキングでは7位の記録を達成。
- WANDS時代、1993年ごろまでは、肩に掛かる位の後髪に黒いジャケットとパンツ、1994年以降は、ガンズ・アンド・ローゼズのアクセル・ローズを髣髴とさせるような、長髪にバンダナ、ニルヴァーナのカート・コバーンのようなネルシャツにジーンズという容姿だった。al.ni.co以後の活動からは、かつての落ち着きのある面影が無いほどまでスタイルが豹変した。al.ni.coでは短髪にサングラス、ニット帽、髭を生やす、太ってしまうなどのイメージチェンジを行い、さらにソロ転向前後にはビリー・コーガンの影響を受けてスキンヘッドにするとともに[1][注 1]、頭と腕にタトゥーを入れるなどをした。なお、al.ni.co時代に髪が短くなっていたのは、上杉が腹痛になり寝込んでいた時に顔の前に髪の毛が来るのが嫌になり自分でバッサリ切ったからだという。自身がボーカルを務めるバンド・猫騙のライブではアンスラックスの影響を受けてネイティブ・アメリカンの衣装でステージに立っている[1][注 2]。上杉は「元々、自身の変身願望みたいなものは強かったのは確か」だと週プレNEWSのインタビューで語っている[6]。
- ガンズ・アンド・ローゼズやLOUDNESSに憧れプロデビューを目指していた。ところがデビュー決定時にプロデューサーからロックバンドとしてのデビューを約束されていたにもかかわらず、WANDSでの活動が開始するとデジタルポップの音楽性だったことに戸惑ったと語っている[1]。デビュー時からWANDSの音楽性に合ってないと感じており、やらされている感がずっとあったと述べているが、1995年から作詞のみならずメンバー内で作曲も担当させてもらえるようになってからは、少しずつ自分のやりたい音楽をWANDSでもやれていたとも語っている[1]。
- WANDS脱退後、WANDS時代のことを「アイドル時代」と表現することがしばしばあるが、全否定はしておらず、「自分の作詞した曲が高い評価を得たりして、嬉しい面もあった。WANDSの活動には真剣に取り組んでいた」と語っている[1]。また、2019年に第5期WANDSが再始動した時は、「WANDSにいたから今の自分があるので、今は自分がWANDSのメンバーだったことに感謝している。新しい（第5期）WANDSはとことんやってほしい。応援している。」とコメントするなど、自身がWANDSのメンバーだったことを肯定する発言もするようになっている。脱退後のしばらくWANDS時代を語ったり、WANDS時代の楽曲を歌唱することがなかったが、現在は、ソロライブや中国など世界各地でのライブでWANDS時代の楽曲を歌唱している。
- WANDS脱退の理由のきっかけとなったのは、カート・コバーンの死去で、自分のやりたい音楽で聴いてくれた人を感動させたいと思ったからと語っている[1]。
- ソロライブやカバーアルバムでは、自身が趣向するオルタナティブロックの洋楽以外にも、HIDE、オフコース、小田和正、長渕剛、尾崎豊、Cocco、中島みゆき、真島昌利、レベッカ 、さだまさし、山崎まさよし、松任谷由実など洋楽邦楽問わず幅広い楽曲を歌唱している。
- 中学校の先輩にはX JAPANのHIDEがいる。同時期に通っていたわけではないが、地元では憧れの存在だったという。
- iPadを所有しており、楽曲制作にも使用している。iPadには、音楽が12000曲入っていて、中でも最もお気に入りの曲が、レディオヘッドの「Motion Picture Soundtrack」で、「自分が死んだ時、葬式にかけてくれたらすぐに成仏する。WANDSはかけないで欲しい(笑)」と語っている。
- WANDS時代に楽曲を提供した織田哲郎は、上杉の作詞の才能を賞賛し、「詩人として本当に才能のある人だと思うから、これからもいい作品を作り続けて欲しい」などのコメントを残している[7]。

## ディスコグラフィー
WANDS#ディスコグラフィー(1991-1996)、 al.ni.co#ディスコグラフィー(1997-2001)、 猫騙＃ディスコグラフィー(2006-現在)も参照

### シングル
|      | 発売日         | タイトル                 | カップリング                                                             | オリコン 最高位 | 収録アルバム           | 品番       |
| ---- | -------------- | ------------------------ | ------------------------------------------------------------------------ | --------------- | ---------------------- | ---------- |
| 1st  | 2005年8月3日   | 飛んで散れ               | カナリア [RIPPED AWAY VERSION]                                           | 57位            | Blackout in the Galaxy | OPCD-1051  |
| 2nd  | 2005年11月9日  | poo pee people           | THE GROUND’S NAME IS 零 [unplugged]                                      | 61位            | Blackout in the Galaxy | OPCD-1052  |
| 3rd  | 2006年10月25日 | TOY$! (scrambled mix)    | Moist Vagina                                                             | 60位            | SPOILS                 | OPCD-1061  |
| 4th  | 2013年5月22日  | FROZEN WORLD             | -                                                                        | -               | The Mortal             | (配信限定) |
| 5th  | 2018年1月10日  | 棘と吹雪と               | アンダルシアに憧れて TANGO (Bossa Nova)                                  | -               | -                      | OPCD-1182  |
| 6th  | 2018年8月1日   | Survivor's Guilt         | 赤い花咲く頃には FROZEN WORLD (35 MIX)                                   | 114位           | The Mortal             | OPCD-1183  |
| 7th  | 2019年5月6日   | 火山灰 [Not Song of War] | -                                                                        | -               | Dignity                | OPCD-1191  |
| 8th  | 2019年12月4日  | 防空壕                   | 愚か者よ                                                                 | 123位           | Dignity                | OPCD-1192  |
| 9th  | 2020年5月27日  | カワラコジキ             | 吹雪                                                                     | 86位            | Dignity                | OPCD-1201  |
| 10th | 2020年9月30日  | 消滅                     | たとえばぼくが死んだら                                                   | 82位            | Dignity                | OPCD-1202  |
| 11th | 2020年12月23日 | 濫觴                     | 防人の詩 (Recorded Live At YOKOHAMA O-SITE. Kanagawa on August 30.2020,) | 112位           | Dignity                | OPCD-1203  |
| 12th | 2021年10月6日  | 1945〜                   | ズッコケ道中                                                             | 83位            | -                      | OPCD-1211  |
| 13th | 2022年12月14日 | 世界が終るまでは…        | PIECE OF MY SOUL                                                         | 38位            | -                      | OPCD-1221  |

### アルバム

#### オリジナルアルバム
|     | 発売日         | タイトル               | オリコン 最高位 | 品番                                                               |
| --- | -------------- | ---------------------- | --------------- | ------------------------------------------------------------------ |
| 1st | 2006年2月6日   | Blackout in the Galaxy | 72位            | OPCD-2061                                                          |
| 2nd | 2018年10月24日 | The Mortal             | 88位            | OPCD-2182（通常盤） OPCD-9001（初回生産限定盤、ライブCDとの2枚組） |
| 3rd | 2021年6月12日  | Dignity                | 54位            | OPCD-2211 (通常盤) OPCD-9211 (初回生産限定盤、CD+DVD)              |

#### ベストアルバム
|     | 発売日         | タイトル    | 収録曲 | オリコン 最高位 | 品番      |
| --- | -------------- | ----------- | --- | --------------- | --------- |
| 1st | 2022年03月09日 | 永劫回帰 I  | 1. FLOWER 2. Kill me 3. 寂寥たる荒野に 4. Closed Door(Dear my Dad) 5. THE GROUND'S NAME IS 零 6. Same Side 7. LORELEI 8. Poison mushroom 9. 濫觴 10. Living for myself 11. 桜舞い錯乱 12. 昼の月 13. 消滅 14. Blind to my heart 15. Blindman's Buff                        | 87位            | OPCD-2221 |
| 2nd | 2022年05月25日 | 永劫回帰 II | 1. 無意味な黄色～Meaningless Yellow～ 2. The Lost 3. JELLYFISH 4. Megalomania 5. 明日 6. Don’t try so hard 7. Sleeping fish 8. Long and winding road 9. 赤い花咲く頃には 10. The Mortal 11. The Bright Lights 12. EPILOGUE 13. 雨音 14. FROZEN WORLD 15. 世界が終るまでは… | 83位            | OPCD-2222 |

#### ミニアルバム
|     | 発売日        | タイトル | オリコン 最高位 | 品番      |
| --- | ------------- | -------- | --------------- | --------- |
| 1st | 2004年11月3日 | L.O.G    | 63位            | DDCZ-1083 |

#### カバーアルバム
|     | 発売日        | タイトル                     | オリコン 最高位 | 品番      |
| --- | ------------- | ---------------------------- | --------------- | --------- |
| 1st | 2006年12月6日 | SPOILS                       | 86位            | OPCD-2062 |
| 2nd | 2023年5月24日 | SPOILS #2 Azurite in Granite | 110位           | OPCD-2231 |

#### ライブアルバム
|     | 発売日         | タイトル                                                     | オリコン 最高位 | 品番                                                   |
| --- | -------------- | ------------------------------------------------------------ | --------------- | ------------------------------------------------------ |
| -   | 2011年12月20日 | Speeding Slowly（ファンクラブ、ライブ会場限定LIVE ALBUM）    | -               | OPCD-6111                                              |
| -   | 2013年5月25日  | Speeding Slowly #2（ファンクラブ、ライブ会場限定LIVE ALBUM） | -               | OPCD-6131                                              |
| 1st | 2016年7月6日   | Black Sunshine                                               | 258位           | OPCD-2161                                              |
| -   | 2018年1月10日  | SHOW WESUGI 25th ANNIVERSARY BOX「世界が終るまでは...」      | 107位           | OPCD-2181 (CD+DVD+BOOK)                                |
| -   | 2018年11月11日 | OFFICIAL BOOTLEG CD-R                                        | -               | -                                                      |
| 2nd | 2019年10月16日 | SHOW WESUGI ELECTRIC TOUR 2018-2019 The Mortal               | -               | OPBD-9001 (初回限定盤、DVD+CD) OPBD-1001 (通常盤、DVD) |
| -   | 2020年3月7日   | SHOW WESUGI ACOUSTIC TOUR 2019 防空壕 OFFICIAL BOOTLEG CD    | -               | OPCD-9204                                              |
| -   | 2020年9月30日  | SHOW WESUGI 2020 MEMORIAL BOX 防空壕                         | -               | OPBD-2201 (BOOK+DVD)                                   |

### オムニバス作品
- Royal Straight Soul III Vol.1 (1992年7月22日)

M8.Hotel California（WANDS在籍時。イーグルスのカバー）
- vocal compilation 90's hits vol.2 〜female〜 at the BEING studio （2003年5月25日）

M13.それだけなのに…（川島だりあ featuring 上杉昇名義。WANDS在籍時の未発表曲）

### その他
- Jellyfish (2004年8月21日)

『ja-palooza 04』札幌公演で無料配布されたカセットテープ。5日後の大阪公演でも配布された。タイトル曲のみの収録。
- About a Future (2009年6月10日)

作詞：SHOW×JESUS 作曲：JESUS 編曲：JESUS、ツチヤヨウイチ、スズキアキラ
SHOW×JESUS名義のJesus(JAZZNEKO)とのコラボレーション。
iTunes Store、着うたサイトからの配信。同年8月5日発売のJAZZNEKOのベストアルバム『革命という名のもとに』にボーナストラックとして収録。
- Never Come Again (2010年8月25日)

作詞：SHOW×JEJUS 作曲：SHOW 編曲：DIE
SHOW×JESUS名義のJesus(JAZZNEKO)とのコラボレーション第2弾。
JAZZNEKOのシングル「Confusion The Live」にボーナストラックとして収録。
- Animelo Summer Live 2012 -INFINITY∞- 8.26(DVD,BD) (2013年03月27日)

世界が終るまでは…（織田哲郎&上杉昇）収録。
- SHOW WESUGI 25th ANNIVERSARY BOX「世界が終るまでは...」 (2018年1月10日)

自身のデビュー25周年を記念した、CD・DVD・自伝本からなるメモリアルボックス作品。オリコンチャートにおいてはアルバムチャートに集計されており、2018年2月5日付で107位にランクインした。
- SHOW WESUGI 2020 MEMORIAL BOX 防空壕 (ファンクラブ限定) (2020年)

## 作詞提供作品
発売年は全て1993年。
| 発売日  | 楽曲                         | アーティスト                           | 作曲       | 編曲       |
| ------- | ---------------------------- | -------------------------------------- | ---------- | ---------- |
| 3月10日 | このまま君だけを奪い去りたい | DEEN                                   | 織田哲郎   | 葉山たけし |
| 5月19日 | 君が欲しくてたまらない       | ZYYG                                   | 織田哲郎   | 栗林誠一郎 |
| 6月9日  | 雨に濡れて*                  | ZYYG,REV,ZARD&WANDS                    | 栗林誠一郎 | 明石昌夫   |
| 6月9日  | 果てしない夢を*              | ZYYG,REV,ZARD&WANDS featuring 長嶋茂雄 | 出口雅之   | 明石昌夫   |
| 5月12日 | Please Please Me, LOVE       | Mi-Ke                                  | 栗林誠一郎 | 栗林誠一郎 |
| 1月8日  | 声にならないほどに愛しい     | MANISH                                 | 織田哲郎   | 明石昌夫   |

※*作詞は 坂井泉水との共作。
- 「このまま君だけを奪い去りたい」「君が欲しくてたまらない」「声にならないほどに愛しい」は後にWANDSでセルフカバーされた。

## レコーディング参加
すべてコーラスでの参加。
- JAZZNEKO 「真っ白な光」

クレジットは"Show"名義
- TWINZER「OH SHINY DAYS」

MUSIC VIDEO、音楽番組には、宇徳敬子とコーラスとして出演。
- MANISH「声にならないほどに愛しい」
- Mi-Ke「Please Please Me, LOVE」

## 共演した歌手
- JESUS
- 川島だりあ
- 生沢佑一
- 以下、WANDSとして
  - 中山美穂
  - ZARD
  - ZYYG
  - REV
  - 長嶋茂雄

## 海外活動
- 2017年8月5日 - 中国・上海にあるzh:万代南夢宮上海文化中心にて、"上杉昇＆猫騙"によるコンサートを開催[要出典]。
- 2017年9月9日 - 台湾・桃園国際野球場にてLamigoモンキーズ主催の日本文化を紹介・体験する日本フェスタ、「YOKOSO桃園」の一環として試合後にソロでミニ・ライブを開催し、WANDS時代の楽曲「時の扉」「FLOWER」「世界が終るまでは…」の3曲を披露[22][23]。
- 2018年9月21日 - 中国・武漢にあるzh:漢秀劇場にて、織田哲郎とNoBと"直到世界尽头（YOUTH NEVER GONE CONCERT 2018）"を開催[24]。
- 2018年10月27日 - 中国にて放送されているバスケットボールのコンテストテレビ番組、「這！就是灌籃（中国語版）」（第1シーズン第10回）にゲスト出演し、「世界が終るまでは…」を披露[要出典]。
- 2019年1月23日 - 中国・杭州市にある博覧中心にて、クローズドイベントに出演[25]。
- 2019年6月15日 - 中国・成都にある華熙LIVE・528M空間にて、織田哲郎とNoBと"YOUTH NEVER GONE 2019 成都"を開催[26]。
- 2019年8月3日 - 中国・北京にある北京展覧館劇場にて、織田哲郎とNoBと"世界が終るまでは…Youth Never Gone"を開催[27]。
- 2019年12月7日 - 中国・広州にある広州市長隆度假区音楽フェス広場にて、"Alifish Animation Music Festival"に参加[要出典]。
- 2019年12月8日 - マカオにあるマカオCotai arena.the Venetian Macaoにて、"2019 Tencent Music Entertainment Awards"に出演[要出典]。
- 2019年12月13日 - 中国・武漢にある漢秀劇場にて、サイキックラバー、NoB、松澤由美らと"漫世界2019 哇卡动漫演唱会"に出演[要出典]。
- 2019年12月14日 - 中国・武漢にある漢秀劇場にて、浅岡雄也、橋本潮らと"漫世界2019 哇卡动漫演唱会"に出演[要出典]。